# Marty Grabstein
Martain Grabstein (Estados Unidos, 1954) é um ator e dublador estadunidense, ele é conhecido como Marty Grabstein.

## Carreira
A carreira de Marty Grabstein incluem diversos trabalhos em filmes, séries de televisões, comédia, teatro e comerciais. Grabstein também aparece em créditos de séries e filmes, entre eles Law & Order (no Brasil e em Portugal, Lei & Ordem); The Awful Truth e Ted the Head.
Além dos papéis em várias produções de teatro, Grabstein co-escreveu e co-estrelou com Rick Mowatt suas esquetes cômicas, que acabou gerando diversas opiniões em clubes de comédia em toda cidade de Nova Iorque.
Marty é mais conhecido por fazer a dublagem da personagem Coragem na série de desenho animado Courage the Cowardly Dog (no Brasil, Coragem, o Cão Covarde), no qual ele usou combinações de sua voz para fazer a dublagem da personagem.